# Boeing F/A-18E/F Super Hornet
F/A-18E/F Super Hornet je nadzvučni višenamjenski lovac nastao iz F/A-18 Horneta prvenstveno namijenjen za djelovanje s nosača zrakoplova. Može se smatrati naprednijom i sofisticiranijom inačicom Horneta, premda dva tipa imaju malo sličnosti osim vizualne. Super Hornet je riješio glavne nedostatke F/A-18C/D, odnosno relativno malo korisnog tereta i kratki dolet. Super Hornet može ponijeti 6 tona korisnog tereta više nego C/D inačice i ima 33% više unutarnjeg goriva, što je postignuto većim površinama krila i trupa Super Horneta. Za sada je jedino Australija pristala nabaviti Super Hornet kao zamjenu za zastarijele F-111 te će biti za sada jedina korisnica Super Horneta uz Ratnu Mornaricu SAD-a.

## Razvoj
Super Hornet je nastao iz predloška za naprednu inačicu originalnog Horneta nazvanu Hornet 2000. Mornarica SAD-a u početku nije ozbiljno razmatrala prijedlog, no početak devedesetih je ostavio Mornaricu u nezgodnom položaju zbog otkazivanja A-12 Avenger II programa stealth palubnog jurišnika koji je trebao zamijeniti zastarjele A-6 Intruder i A-7 Corsair II. Otkazivanje programa je ostavilo Mornaricu bez zamjene za svoje zastarjele jurišnike i činjenicom da pokretanje novog programa neće donijeti rezultate barem do 2020.
U takvoj situaciji, poboljšavanje postojećih zrakoplova je izabrano kao najbolje rješenje. Američa mornarica je naručila Super Hornet 1992. kao zamjenu za zastarjele jurišnike i kao dodatni cilj razvoja navela da unaprijeđeni Hornet zamijeni i palubni presretač F-14 Tomcat. Time je danas cjelokupna lovačka komponenta Ratne mornarice SAD-a bazirana na inačicama Horneta. Smatra se da je uvođenje Super Horneta bio veliki uspjeh Ratne mornarice s obzirom na iznimno širok raspon zadaća koje Super Hornet izvršava. U Vijetnamskom ratu je čak deset različitih borbenih zrakoplova izvršavalo zadaće koje danas izvršava Super Hornet. Treba napomenuti da Super Hornet neće zamijeniti izvorni Hornet, već će ga nadopunjavati jednako kao što je to činio i umirovljeni F-14 Tomcat. Sve mornaričke eskadrile koje su letjele Tomcatom su prešle ili prelaze na F/A-18 Super Hornet.

## Promjene
Gotovo sve površine Super Horneta su nove i nekompatibilne s originalnim Hornetima. Koriste se novi motori s 35% više snage i cjelokupna površina Super Horneta je za 25% veća od izvornika. Dodane su dvije nove podvjesne točke pod oba krila te Super Hornet može ponijeti čak pet vanjskih spremnika za gorivo. Također može nadopunjavati gorivom druge letjelice pomoću tzv. "buddy" (eng. prijatelj) spremnika. Može sletjeti na nosač zrakoplova s daleko više goriva i nepotrošenog oružja od originalnog Horneta. Promijenjeni su usisnici zraka koji su sada pravokutni radi manjeg radarskog odraza. Povećana su i predkrilca kako bi se poboljšale karakteristike pri velikim napadnim kutovima. Time je smanjena statička stabilnost i poboljšano naginjanje zrakoplova što omogućuje promjenu nagiba od 40 stupnjeva u sekundi. Drugim riječima, sve sličnosti Super Horneta s Hornetom prestaju iza pilotske kabine. Dva zrakoplova, iako vizualno slična, imaju manje od 42% zajedničkih dijelova.

## Inačice
F/A-18E Super Hornet
- Osnovni jednosjedni model.

F/A-18F Super Hornet
- Dvosjed

EA-18G Growler
- Inačica za elektroničko ratovanje koja će zamijeniti Prowlera. Početak proizvodnje se očekuje 2008.

## Tehničke karakteristike (F/A-18E/F)
Osnovne karakteristike
- posada: 
F/A-18E: 1
 F/A-18F: 2
- dužina: 18,31 m
- raspon krila: 13,62 m
- površina krila: 46,45 m2
- visina: 4,88 m

Letne karakteristike
- najveća brzina: 1.900 km/h
- dolet: 3.330 km
  - borbeni dolet: 722 km
- najveća visina leta: 15.000 m
- specifično opterećenje krila: 453 kg/m2
- motor: 2× General Electric F414-GE-400 turbo-mlazna motor